# Gnistsender
 Denne artikel bør gennemlæses af en person med fagkendskab for at sikre den faglige korrekthed.

En gnistsender er et apparat til at sende elektromagnetiske bølger. Apparatet hører nu mest fortiden til.
Det var i radiokommunikationens start omkring år 1900. Morsenøglen var direkte koblet til spolens sekundærviklinger. Det blev hurtigt forbudt at bruge en gnistsender, da de havde en båndbredde på flere MHz., helt ukontrolleret.
Senere kom Poulsen-buen (buegeneratoren) til, der kunne sende kontinuerte elektromagnetiske bølger. Det var et samarbejde mellem Valdemar Poulsen og Peder Oluf Pedersen. Det blev starten på vor tids kommunikation, hvor Danmark var i front.[kilde mangler]